# Шевченко Олександр Миколайович
Олександр Миколайович Шевченко (нар. 21 вересня 1972) — радянський та український футболіст, нападник та півзахисник. У Вищій лізі України зіграв 12 матчів за вінницьку «Ниву».

## Життєпис
Вихованець «Кривбасу». Дорослу футбольну кар'єру розпочав 1990 року в складі «Кривбасу», який грав у Другій нижчій лізі. З 1991 по 1993 рік грав за аматорські колективи «Металург» (Кривий Ріг) та «Колос» (Осокорівка). У 1992 році перейшов у бердянську «Дружбу», у складі якої в Другій лізі згірав 18 матчів та відзначився 4-а голами. Другу частину сезону 1993/94 років відіграв за фарм-клуб криворожців, ІНКО. Потім по одному сезоні відіграв у криворізькому «Сіріусі» та «Спортінвесті» в Другій лізі України.
У 1996 році перейшов у «Ниву» (Бершадь), проте вже незабаром отримав запрошення від вінницької «Ниви». У футболці вінницького клубу дебютував 3 листопада 1996 року в програному (0:3) виїзному поєдинку 14-о туру Вищій лізі України в поєдинку проти полтавської «Ворскли». Олександр вийшов на поле в стартовому складі та відіграв увесь матч. Дебютним голом у Вищій лізі відзначився 17 листопада 1996 року на 19-й хвилині програного (1:2) домашнього поєдинку проти франківського «Прикарпаття». Шевченко вийшов на поле в стартовому складі та відіграв увесь матч. У Вищій лізі зіграв 12 матчів, в яких відзначився 3-а голами. Проте також грав і за бершадську «Ниву», з 1997 року ще провів два сезони в бершадському колективі.
З 2000 по 2001 рік виступав за криворізьку «Родину» в аматорському чемпіонаті України.